# Turan (istennő)
Turan etruszk istennő Velch város védnöke, a név azonos a lüd Turannu névvel. Általában szárnyas fiatal nőként ábrázolták, az i. e. 3–2. századtól görög hatásra meztelen nőalakként is. A szerelem, szeretet és életerő istennője. Párja Atunis (vö. Adónisz). Görög megfelelője Aphrodité, római változata Venus, de ez az azonosítás nem teljes. A római Venus egy numen volt, aki a római mitológia alakulása során lett szerelemistennő, és csak ez után azonosították Turannal. Ősi istennő, de nem szerepel Martianus Capella etruszk istenlistáján.
Turant gyakran madarakkal együtt emlegették, elsősorban a hattyú, emellett a galamb és a liba is előfordul. Feltárták egy szentélyét a Graviscában, Tarchnától (ma Tarquinia) néhány kilométerre, ahol nevét a fogadalmi ajándékokra írva találták meg.